# 花广联络线
花广联络线是广州铁路枢纽内将京广高速铁路引入广州站的联络线，线路自广州北站京广高速场引出，接入广州白云站东高速场后，与京广铁路按正线贯通引入广州站，实现京广高铁列车直通广州中心城区始发。线路属于新建广州白云站枢纽轨道工程的一部分，于2018年12月28日开工建设，2023年12月28日启用通车。

## 线路概况
花广下行联络线自既有京广高铁与京广线下行联络线附近改出并延长，之后下穿东北货车外绕线，用大坡度起坡，跨至机保段联络线、郭塘专用线及郭塘站，再跨江村北疏解区至铁路西侧；花广上行线在武广客专跨京广线大桥附近将东北货车外绕线拟改建的既有上行联络线再次进行改移，再与东北货车外绕线工程共路基并行，上、下行线汇合后沿既有京广线及武广客专向南，线路跨流溪河后与广湛高铁联络线并线。线路设计速度目标值按160km/h设计，受既有京广铁路、广清城际与石井路平面控制，需局部限速120km/h；下行线全长19.284km，上行线全长18.880km，其中双线并行段12.455km。

## 历史
2020年12月26日，全线首榀箱梁澆築成功。
2022年4月28日，全线首榀箱梁架设完成，标志着项目建设正式进入箱梁架梁阶段。
2023年7月9日，全线连续梁全部合龙，标志着全线架梁铺轨通道实现贯通。
2023年9月6日，最后一榀箱梁完成架设，全线箱梁架设完成。
2023年11月6日，随着最后一对长轨换铺完成，线路引入广州白云站，全线贯通。11月17日，线路接触网成功送电。
2023年11月18日，全线开始动态检测，直至同年12月21日完成。